# Antiintelectualismo

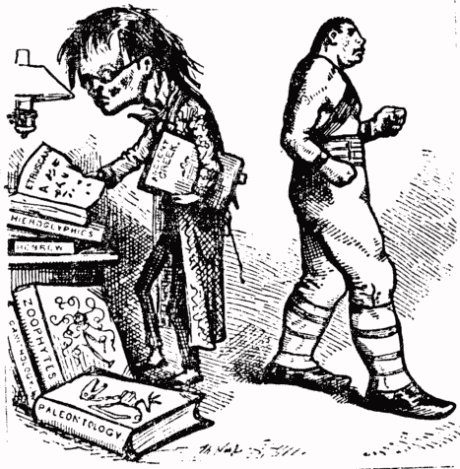
Intelectual y antiintelectual: El caricaturista político Thomas Nast compara a un académico con un boxeador, personificando la visión populista de que leer y estudiar es antitético al deporte. Así, presenta la cabeza y el cuerpo desproporcionados.

El antiintelectualismo es la hostilidad y desconfianza hacia el intelecto, los intelectuales y la actividad intelectual, generalmente, expresadas en escarnio de la educación, filosofía, literatura, arte y ciencia como poco prácticas y despreciables. Alternativamente, los autodenominados intelectuales, que supuestamente no logren asimilar los rigurosos estándares académicos, pueden ser descritos como antiintelectuales. Los antiintelectuales se suelen percibir y presentar públicamente como defensores de la gente común —populistas contra elitismo político y académico— al proponer que los educadores son una clase social distante de las preocupaciones cotidianas de la mayoría, dominando el discurso político y la educación superior.
Como el término «antiintelectual» suele ser peyorativo, definir casos específicos de antiintelectualismo puede ser problemático; se pueden objetar aspectos específicos del intelectualismo o la aplicación de estos sin ser despectivos de las actividades intelectuales en general. Por otra parte, las acusaciones de antiintelectualismo pueden constituir un argumento de autoridad o un recurso al ridículo que intentan desacreditar a un oponente en lugar de tratar específicamente sus argumentos.
Isaac Asimov definió el antiintelectualismo de la siguiente manera:

El antiintelectualismo es el culto a la ignorancia. Ha sido una constante en nuestra historia política y cultural, promovida por la falsa idea de que la democracia consiste en que "mi ignorancia es tan válida como tu conocimiento".

Por su parte —y desde la perspectiva de un humanismo socialista—, E. P. Thompson consideró que el antiintelectualismo, al desconfiar de la común capacidad humana para intervenir de forma racional en la vida pública, constituía una amenaza para la democracia real e implicaba la defensa de un modelo político basado en legitimar la exclusividad de una determinada élite a la hora de tomar las decisiones que afectan a toda la comunidad, según dicha hipótesis de una presunta incapacidad o alienación de aquellos a quienes se dice representar.

## Tres tipos de antiintelectualismo
Según el trabajo realizado por Richard Hofstadter, Dabiel J. Rigney y Diane S. Claussen, existen tres tipos de antiintelectualismo:
- Antiintelectualismo religioso: Considera que las emociones son lo más importante, son cálidas, buenas y humanas. La razón es considerada fría, mala y robótica.
- Antiintelectualismo populista: La persona considera la educación como un arma política manejada por supuestas élites.
- Antiintelectualismo irreflexivo: Donde la educación es vista como una herramienta para alcanzar mayor rango social y mayor salario.

## Ejemplos de antiintelectualismo
Aquí se presentarán algunas frases comunes y argumentos utilizados a favor del antiintelectualismo y en detrimento de la cultura intelectual:
- Los expertos académicos, a pesar de su especialización en un área, carecen de verdadero conocimiento sobre esa área porque son considerados lejanos y faltos de sentido común.
- Los expertos académicos son inaccesibles, como personas de otro rango, alejados de la gente y de los problemas humanos.
- Teoría de conspiración acerca de la educación.
- La educación es "clasista".
- La gente con estudios es "elitista".
- Los intelectuales promueven la maldad y la degeneración.
- No considerar ni revisar los argumentos de expertos, despreciándolos directamente por provenir de expertos.
- Ser intelectual no es necesario para vivir, pues si trabajas y ganas dinero posiblemente vivirás mejor que un intelectual.
- Los artistas "no estudian" y tienen más dinero que los profesores.

## Argumentos a favor
De acuerdo a Max Weber, por ejemplo, una vez un grupo o clase ha obtenido un estatus elevado a través de ciertos logros, sus miembros tienden a limitar las oportunidades de que otros individuos las sustituyan, lo que a su vez genera conflictos que pueden incluso desembocar en revoluciones, de esta forma se motiva al antiintelectualismo como un ejemplo de lucha de clases.